# Дело Самуэльссона

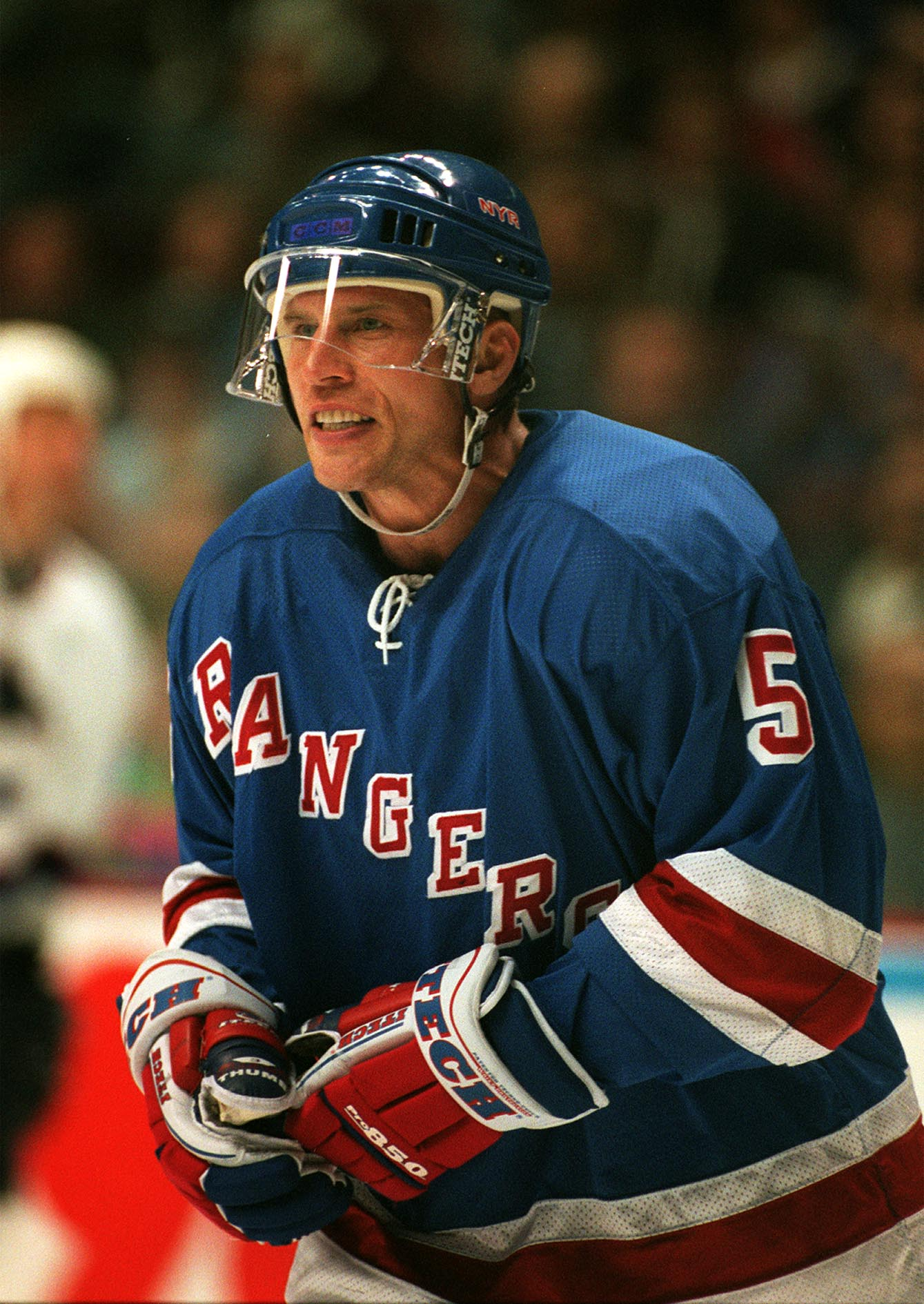
Защитник «Нью-Йорк Рейнджерс» Ульф Самуэльссон, октябрь 1997

Дело Самуэльссона — разбирательство во время хоккейного турнира на зимних Олимпийских играх 1998 года, в результате которого Ульф Самуэльссон, защитник сборной Швеции, который — как выяснилось в ходе журналистского расследования — не имел права играть за сборную, был дисквалифицирован, однако сборная Швеции не была лишена набранных очков.

## Журналистское расследование
Когда 15 февраля после тренировки сборной Швеции Самуэльссон проходил через смешанную зону, корреспондент американского журнала Sports Illustrated Майкл Фарбер (Michael Farber) пошутил: «Зачем нам было давать такому грязному игроку гражданство США?» (англ. Why would we give a dirty player like that U.S. citizenship?). Фарбер знал, что Самуэльссон, проживавший в США к тому времени уже 13 лет, подал заявление на получение американского гражданства и получил его.
Среди слышавших эту фразу оказался и корреспондент шведской газеты Svenska Dagbladet Янне Бенгтссон (Janne Bengtsson), который почувствовал сенсацию — он отдалённо знал, что по шведскому законодательству приобретение иностранного гражданства означало автоматическую потерю шведского.
Согласно статье 7 действовавшего тогда закона о гражданстве Швеции 1950 года шведского гражданства лишается «любой человек, который приобретает иностранное гражданство после просьбы о таком гражданстве или явно соглашается его получить». В то же время за сборную страны по хоккею имеют право играть только граждане этой страны — это следует из правил Международной федерации хоккея (IIHF, статья 204) и Олимпийской хартии (статья 46).
На следующий день, собрав необходимые подтверждения, Бенгтссон в первом перерыве матча третьего тура группового турнира Швеция — Белоруссия сообщил эту информацию президенту Шведской ассоциации хоккея с шайбой Рикарду Фагерлунду (sv:Rickard Fagerlund). Самуэльссон подтвердил, что он имеет гражданство США. Хотя сборная Швеции выиграла матч со счётом 5:2, вся шведская делегация была в шоке.

## Официальное разбирательство
Руководство шведской делегации немедленно передало всю информацию в IIHF и Международный олимпийский комитет. Директорат турнира сразу же принял решение о дисквалификации Самуэльссона, но при этом сборная Швеции сохранила набранные очки.
Однако НОК Чехии подал апелляцию на решение директората в Спортивный арбитражный суд (CAS), требуя засчитать сборной Швеции техническое поражение во всех трёх матчах с участием Самуэльссона, что соответствовало бы пункту 7(a) статьи 204 правил IIHF. В случае такого исхода сборная Чехии получала бы в четвертьфинале более слабого соперника — сборную Белоруссии вместо сборной США.
В связи с тем, что четвертьфиналы были назначены на следующий день после подачи апелляции, 17 февраля CAS провёл экстренные слушания, результатом которых было отклонение апелляции. В обосновании было отмечено, что буквальное толкование «стало бы причиной искажения назначения правила с риском наказания других команд кроме той, к которой должны быть применены санкции». Канадский юрист Каз Фуджихара (Kaz Fujihara), рассматривая подходы CAS к интерпретации правил, отмечает, что в различных делах арбитраж руководствовался как строгим (буквальным), так и либеральным подходом; в качестве одного из примеров либерального подхода он приводит дело Самуэльссона.

## Последующие события
Сборная Швеции в четвертьфинале проиграла сборной Финляндии (1:2); сборная Чехии выиграла у сборной США (4:1), а затем завоевала золотые олимпийские медали. Янне Бенгтссон, вернувшись в Швецию, был вынужден попросить охрану полиции для себя и семьи — он получил более 400 телефонных звонков с угрозами.
В 2001 году Швеция приняла новый закон о гражданстве, который предусматривает возможность получения двух и более гражданств. Переходные положения закона позволяли лицам, потерявшим шведское гражданство в соответствии со статьёй 7 закона 1950 года, вернуть его в течение двух лет в уведомительном порядке.
Действующие в настоящее время правила IIHF предусматривают возможность принятия в подобных ситуациях Директоратом решения о сохранении командой набранных ею очков.